# Ликово (Могильовський район)
Ликово (біл. Лыкава) — село в складі Сидоровицької сільради Могильовського району Могильовської області Республіки Білорусь.
Розташоване в 10 кілометрах від Могильова.
В селі є магазин.
У селі встановлено пам'ятник з чорного граніту з іменами воїнів і мирних жителів, які загинули тут у роки Другої світової війни.